# Pavlos Fyssas

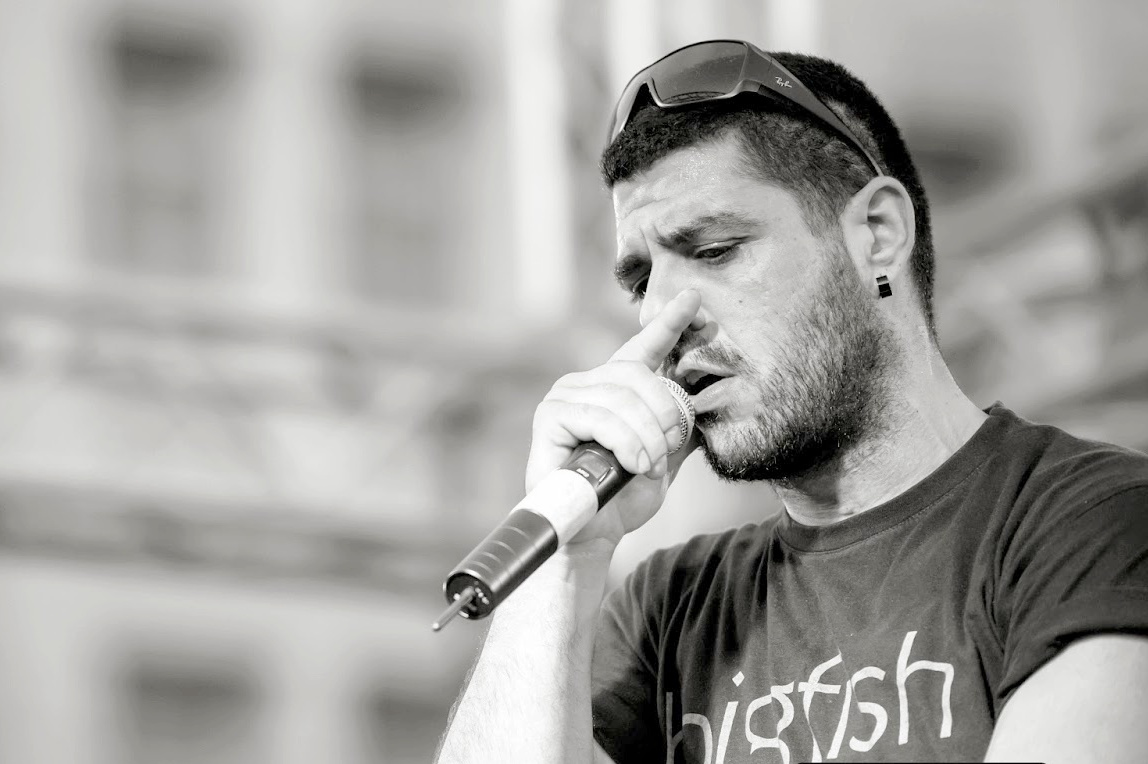
Pavlos Fyssas, 2011

Pavlos Fyssas (griechisch Παύλος Φύσσας; * 10. April 1979 in Perama; † 18. September 2013 in Keratsini) war ein griechischer Hip-Hop-Musiker und antifaschistischer Aktivist. Er war unter dem Künstlernamen Killah P. bekannt. Fyssas war seit 1997 in der griechischen Hip-Hop-Szene tätig und soll der linksradikalen Partei ANTARSYA angehört haben. Er wurde von Giorgos Roupakias, einem Mitglied der neonazistischen Partei Chrysi Avgi (Goldene Morgenröte), erstochen.

## Folgen der Ermordung
Fyssas wurde in der Nacht vom 17. auf den 18. September 2013 in Keratsini, einem Arbeiterviertel in der Hafenstadt Piräus, wo er zusammen mit Freunden ein Café besuchte, von einem Schlägertrupp der Goldenen Morgenröte überfallen und vom geständigen Neonazi Giorgos Roupakias ermordet. Die Tat sorgte landesweit für Empörung. In mehreren griechischen Städten kam es zu Demonstrationen gegen Faschismus und zu Ausschreitungen mit Verletzten und größeren Sachschäden. Allein in Athen versammelten sich 50.000 Menschen. Fyssas wurde auf dem Schisto-Friedhof (Νεκροταφείο Σχιστού) von Keratsini beigesetzt. Den Trauerzug nutzten viele Besucher zu einem spontanen Protest gegen Rechtsextremismus.
Der griechische Ministerpräsident Andonis Samaras forderte in einer Fernsehansprache zur Ruhe und zum Widerstand gegen Extremismus auf. Das Parlament führte eine erregte Debatte über die Verfassungskonformität einzelner Parteien. Der Generalsekretär des Europarates Thorbjørn Jagland verurteilte den Mord und warnte vor einer „extrem gefährlichen Entwicklung“ in Europa. Die Chrysi Avgi bestritt jede Verstrickung in die Tat und verurteilte den Mord. Landesweit wurden von der Polizei Parteibüros und Wohnungen durchsucht und Beweismaterial sichergestellt. Die griechische Regierung entzog den Abgeordneten der Chrysi Avgi den Personenschutz, weil keine „kriminelle Organisation“ mehr bewacht werden sollte. Der Parteichef Nikolaos Michaloliakos und weitere führende Mitglieder und Abgeordnete wurden zehn Tage nach der Tat wegen der Bildung einer kriminellen Vereinigung inhaftiert.
Am Abend des 1. November 2013 erschoss ein unbekannter Täter aus unmittelbarer Nähe zwei Mitglieder der Partei Chrysi Avgi vor einem Parteibüro in Iraklio, einer Vorstadt Athens, und verletzte eine weitere Person schwer. Eine vierte Person konnte in das Gebäude flüchten. Die Sicherheitsbehörden brachten den Anschlag mit dem Tod Pavlos Fyssas’ in Verbindung. Politische Beobachter befürchteten eine weitere Radikalisierung der politischen Auseinandersetzung.
Die Straße in Keratsini, in der Pavlos Fyssas ermordet wurde, erhielt im November 2015 seinen Namen. Außerdem wurde an dem Ort des Mordes ein Mahnmal errichtet.
Der Athener Areopag, der oberste Gerichtshof des Landes, hat die Goldene Morgenröte nach dem Mord an Pavlos Fyssas im Oktober 2020 gerichtlich zur kriminellen Vereinigung erklärt. Vor dem Gerichtsgebäude hatten sich mehr als 20.000 Menschen versammelt, um auf das Urteil zu warten. Nahezu alle der insgesamt 68 Angeklagten – einer starb während des Prozesses – wurden wegen Mordes, Mitgliedschaft in einer kriminellen Vereinigung, gefährlicher Körperverletzung und unerlaubten Waffenbesitzes schuldig gesprochen. Nicht verhandelt wurde die offensichtlichen politischen und sozialen Beziehungen zwischen der Polizei, einschließlich hochrangiger Beamter und den Faschisten. Eine Analyse der Forensic Architecture Research Group hatte gezeigt, dass Mitglieder der Spezialeinheit der Polizei, der motorisierten DIAS-Truppe, vor, während und nach dem Mord an Fyssas vor Ort waren und nicht eingriffen. Nikolaos Michaloliakos, Ilias Kasidiaris, Ioannis Lagos (seit 2019 Mitglied des Europäischen Parlaments), Giorgos Germenis, Ilias Panagiotaros, Christos Pappas und Artemis Matthaiopoulos wurden als „Direktorium einer verbrecherischen Organisation“ verurteilt. Es war der größte Prozess gegen Faschisten seit den Nürnberger Prozesse nach dem Zweiten Weltkrieg. Der Schuldspruch in Athen wurde in ganz Griechenland und international mit Jubel aufgenommen.